# Принцесата и жабокът
Принцесата и жабокът (на английски: The Princess and the Frog) е американски анимационен музикален фентъзи романтичен филм от 2009 г., продуциран от Уолт Дисни Анимейшън Студиос и издаден от Уолт Дисни Пикчърс. Това е 49-ият пълнометражен анимационен филм на Дисни, базиран е на романа Принцесата жаба от Е. Д. Бейкър, който е въз основа на немската фолклорна приказка Жабокът принц, събрана от Братя Грим. Филмът е режисиран от Джон Мъскър и Рон Клемънтс и продуциран от Питър Дел Вечо, по сценарий, който Мъскър и Клемънтс пишат съвместно с Роб Едуардс. Режисьорите също са и съавтори на историята заедно с Грег Ърб и Джейсън Оремланд.
Филмът е озвучен с гласовете на Аника Нони Роус, Бруно Кампос, Кийт Дейвид, Майкъл-Леон Ули, Джим Къмингс, Дженифър Коди, Питър Бъртлет, Дженифър Люис, Опра Уинфри, Теренс Хоуард и Джон Гудмън. Действието се развива в Ню Орлиънс през 20-те години на миналия век, филмът разказва историята на трудолюбива сервитьорка на име Тиана, която мечтае да отвори собствен ресторант. След като целува принц, превърнат в жаба от зъл магьосник, Тиана се превръща в жаба и трябва да намери начин да се превърне отново в човек, преди да е станало твърде късно.
Производството на Принцесата и жабокът започва под работното заглавие Принцесата жаба. С филма се отбелязва краткото завръщане на Дисни към традиционната анимация, тъй като е първият традиционно анимиран филм след Бандата на кравите (2004). Клемънтс и Мъскър , режисьори на Базил, великият мишок детектив (1986), Малката русалка (1989), Аладин (1992), Херкулес (1997) и Планетата на съкровищата (2002) (всички изброени са филми на Дисни), се завръщат в Дисни, за да режисират Принцесата и жабокът. Студиото се завръща към музикалния формат на Бродуей, често използван по време на периода Дисни Ренесанс, като включва партитури и песни, написани, композирани и дирижирани от Ранди Нюман, добре известен с музикалното си участие във филми на Пиксар като франчайза Играта на играчките.
Принцесата и жабокът стартира с ограничено разпространение в кината в Ню Йорк и Лос Анджелис на 25 ноември 2009 г., последвано от широкото му разпространение на 11 декември. Филмът получава до голяма степен положителни отзиви от критиците, които хвалят ръчно рисуваната анимация, герои, музика и теми. Въпреки това е критикуван за изобразяването на луизианското вуду и историческия негативизъм при изобразяването на Южните Съединени щати по време на законите на Джим Кроу. Филмът получава успех в боксофиса, класирайки се на първо място в първия си уикенд в Северна Америка и събира около 271 милиона долара в световен мащаб, превръщайки се в най-успешния традиционно анимационен филм на Дисни след Лило и Стич (2002) и като цяло най-успешния филм на анимационното студио след Тарзан (1999). Получава три номинации за Оскар на 82-рите награди на Академията - една за най-добър анимационен филм и две за най-добра оригинална песен.

## Сюжет
Действието се развива през бурните двадесетте години в Ню Орлиънс. Тиана е изцяло отдадена на отварянето на свой собствен ресторант, мечта, която споделя с покойния си баща, загинал през Първата световна война. Работи в два ресторанта като сервитьорка, за да спечели пари и да превърне тази мечта в реалност, като не ѝ остава време за социален живот.
Междувременно Навин, разглезеният и арогантен принц на Малдовия, пристига в Ню Орлиънс, където, тъй като е откъснат финансово от семейното богатство от родителите си, възнамерява да се ожени за богатата южняшка красавица Шарлот Ла Буф, която е най-добрата приятелка на Тиана. Баща ѝ, богатият Ла Буф, е домакин на бал с маски в чест на Навин, за когото Шарлот наема Тиана да направи бенета, като ѝ предлага достатъчно, за да купи порутена мелница, която да превърне в мечтания ресторант. Навин и неговият камериер, Лорънс, се натъкват на д-р Фасилие, вуду магьосник, който ги подмамва да им предскаже бъдещето. След това той трансформира Навин в жаба. Фасилие възнамерява дегизираният Лорънс да се ожени за Шарлот, след което да убие баща ѝ с вуду кукла, за да може да спечели богатството на Ла Буф.
На бала търговците на имоти, братята Фенър, казват на Тиана, че друг ще получи мелницата. Унила, Тиана пожелава на вечерната звезда мечтата ѝ да се сбъдне. След това тя среща Навин във формата на жаба, която, вярвайки, че е принцеса, моли за целувка, за да развали магията на Фасилие. Тиана неохотно приема, след като Навин обещава да финансира ресторанта ѝ. Тя обаче се превръща в жаба, защото не е принцеса. Двамата са преследвани в залив, където срещат свирещ на тромпет алигатор на име Луис, който мечтае да свири джаз. След като информира Луис, че всъщност са хора под вуду магия, той им разказва за мама Оди, друга практикуваща вуду, която живее в залива и всички тръгват да я търсят.
Те са насочени към мама Оди от каджунска светулка на име Рей, който е влюбена във Вечерната звезда, вярвайки, че това е светулка на име Еванджелин, тъй като никой няма сърцето да му каже обратното. По време на пътуването Тиана и Навин отблъскват група ловци и започват да развиват чувства един към друг, особено след като последният се научава да бъде по-отговорно човешко същество. Междувременно, маскираният Лорънс като Навийн, се нуждае от още кръв от Навийн или Лорънс ще се върне към нормалния си вид. Откривайки, че Навин е избягал, Фасилие моли вуду духовете (негови „приятели от другата страна“) да помогнат да го намерят, предлагайки им душите на хора от Ню Орлиънс в замяна и те му предоставят армия от демони в сянка, за да изпълняват заповедите му. Демоните откриват Тиана и нейната група в залива, въпреки че са спасени от мама Оди.
Мама Оди казва на Навин, че магията може да бъде развалена само с целувка на принцеса. Те разбират, че тъй като господин Ла Буф е коронясан за крал на Марди Гра, Шарлот ще бъде принцеса до полунощ. Групата се вози на стоп с параход обратно към Ню Орлиънс, по време на който Навин разказва на Рей за любовта си към Тиана и планира да ѝ предложи брак, въпреки че след като говори с нея, той самоотвержено решава да не го прави, тъй като превръщането им в хора и финансирането на ресторанта на Тиана зависи от целувките му и да се ожени за Шарлот. Сенчестите демони намират и залавят Навин и го водят при Фасилие, който използва кръвта му, за да попълни талисмана. След като чува от Рей какво чувства Навин към нея, Тиана се отправя към парада на Марди Гра, за да го намери, само за да види Лорънс, маскиран като Навин, да се жени за Шарлот. С разбито сърце и вече вярваща, че завинаги ще остане жаба, Тиана бяга от сцената.
Рей спасява истинската Навин и открадва талисмана, който дава на Тиана, преди Фасилие да го рани смъртоносно. Фасилие предлага да сбъдне мечтата на Тиана в замяна на талисмана. Осъзнавайки, че би предпочела да бъде с Навин и че ще опозори баща си, като приеме, Тиана го унищожава. След като планът на Фасилие е провален, вуду духовете го завличат в своя свят, защото не успява да върне дълга си. След като Лорънс е разкрит и арестуван, Тиана разкрива любовта си на Навин и Шарлот се съгласява да го целуне, за да могат той и Тиана да бъдат хора, но часовникът удря полунощ и целувката се проваля. Рей умира малко след това и по време на погребението му нова звезда се появява до Еванджелин. Тиана и Навин са женени от мадам Оди и тъй като това прави Тиана принцеса, и двамата си връщат човешкия облик след целувката си.